# Et al.
et al. är en förkortning av et alia (latin), som betyder "och andra" (neutral pluralform). Et alii är den maskulina pluralformen och et aliae är feminin pluralform. Pluralformerna används vanligen i hänvisningar till dokument med många författare.
Vid en hänvisning till ett dokument med få författare skrivs vanligtvis alla författares namn ut. Då antalet författare överstiger en viss gräns skrivs istället enbart första författarens namn ut, följt av uttrycket et al. för att visa att dokumentet har fler författare. Maxgränsen för antalet författare varierar mellan olika ämnen och vetenskapliga discipliner, men ligger vanligtvis mellan två och fyra. Exempelvis används et al. vid fler än fyra författare i vetenskapliga rapporter inom biomedicin, men redan vid fler än två författare i uppsatser inom sociologi. Förkortningen skrivs med punkt efter al (et al.).
På svenska motsvaras et al. av förkortningen m.fl. ("med flera").